# Multioppia gracilis
Multioppia gracilis är en kvalsterart som beskrevs av Hammer 1972. Multioppia gracilis ingår i släktet Multioppia och familjen Oppiidae. Inga underarter finns listade i Catalogue of Life.